# Instant Karma!
Singles de John Lennon
Cold Turkey Mother
Instant Karma! (We All Shine On) est le troisième single solo de John Lennon, paru le 6 février 1970 sur Apple Records.

## Enregistrement
Ce titre, enregistré (aux studios Abbey Road de Londres) le jour même où il a été écrit, sort une dizaine de jours plus tard. Il est produit par le producteur Phil Spector, déjà présent sur le dernier album publié par les Beatles, Let It Be. C'est l'une des quelques collaborations entre George Harrison et John Lennon hors des Beatles. Ce dernier joue de la guitare acoustique sur le morceau. Le batteur Alan White est à la batterie ; il joue par la suite avec Harrison sur son triple album All Things Must Pass, puis intègre le groupe Yes en 1973.

## Publication
Instant Karma! paraît le 6 février 1970, avec en face B Who Has Seen the Wind? de Yoko Ono (titre produit par Lennon). Le disque a atteint la troisième place des hit-parades américains, et la cinquième place au Royaume-Uni. Le couple Lennon apparaît à Top of the Pops pour une performance live de la chanson.
Le disque single est sorti avec le label standard green Apple, avec les mots « Play Loud » (Jouez fort) imprimés sur et sous le disque. Le label de la face B, par contraste, portait les mots « Play Soft » (Jouez doucement).
Le single s'est vendu à 392 000 exemplaires en France.

## Personnel
John Lennon présente une autre version, toujours changeante, de son groupe, le Plastic Ono Band. Les musiciens sur la chanson sont donc les suivants : 
- John Lennon — chant, chœurs, guitare acoustique, piano électrique
- George Harrison - guitare acoustique, piano électrique, chœurs
- Klaus Voormann — basse, piano électrique, chœurs
- Billy Preston — orgue Hammond, chœurs
- Mal Evans — carillon, claquements de mains, chœurs
- Alan White — batterie, piano, chœurs
- Non crédité - tambourin
- Yoko Ono — chœurs
- Allen Klein - chœurs
- Phil Spector - production

## Classements
| Classement (1970)                      | Meilleure place |
| -------------------------------------- | --------------- |
| Royaume-Uni (UK Singles Chart)         | 5               |
| Canada (RPM 100)                       | 7               |
| Australie (Go-Set)                     | 5               |
| Suisse (Schweizer Hitparade)           | 9               |
| Allemagne (Media Control AG)           | 7               |
| Autriche (Ö3 Austria Top 40)           | 4               |
| Pays-Bas (Single Top 100)              | 7               |
| Belgique (Flandre Ultratop 50 Singles) | 4               |
| Norvège (VG-lista)                     | 9               |
| France (SNEP)                          | 3               |
| France (IFOP)                          | 1               |

## Reprises
- Instant Karma est reprise par Pierpoljak en 1998 (Kingston Karma), ainsi que par le groupe Tokio Hotel pour la compilation allemande Come Together - A Tribute to BRAVO.
- Instant Karma est également devenu en 2007 l'emblème de la campagne d'Amnesty International pour soutenir le Darfour : Make some noise - save Darfur reprise par U2, Duran Duran et Tokio Hotel.
- Instant Karma est également reprise par Midnight Oil en 1997 dans leur album-compilation The Best Of The B-Sides.